# 앤더슨 밸리

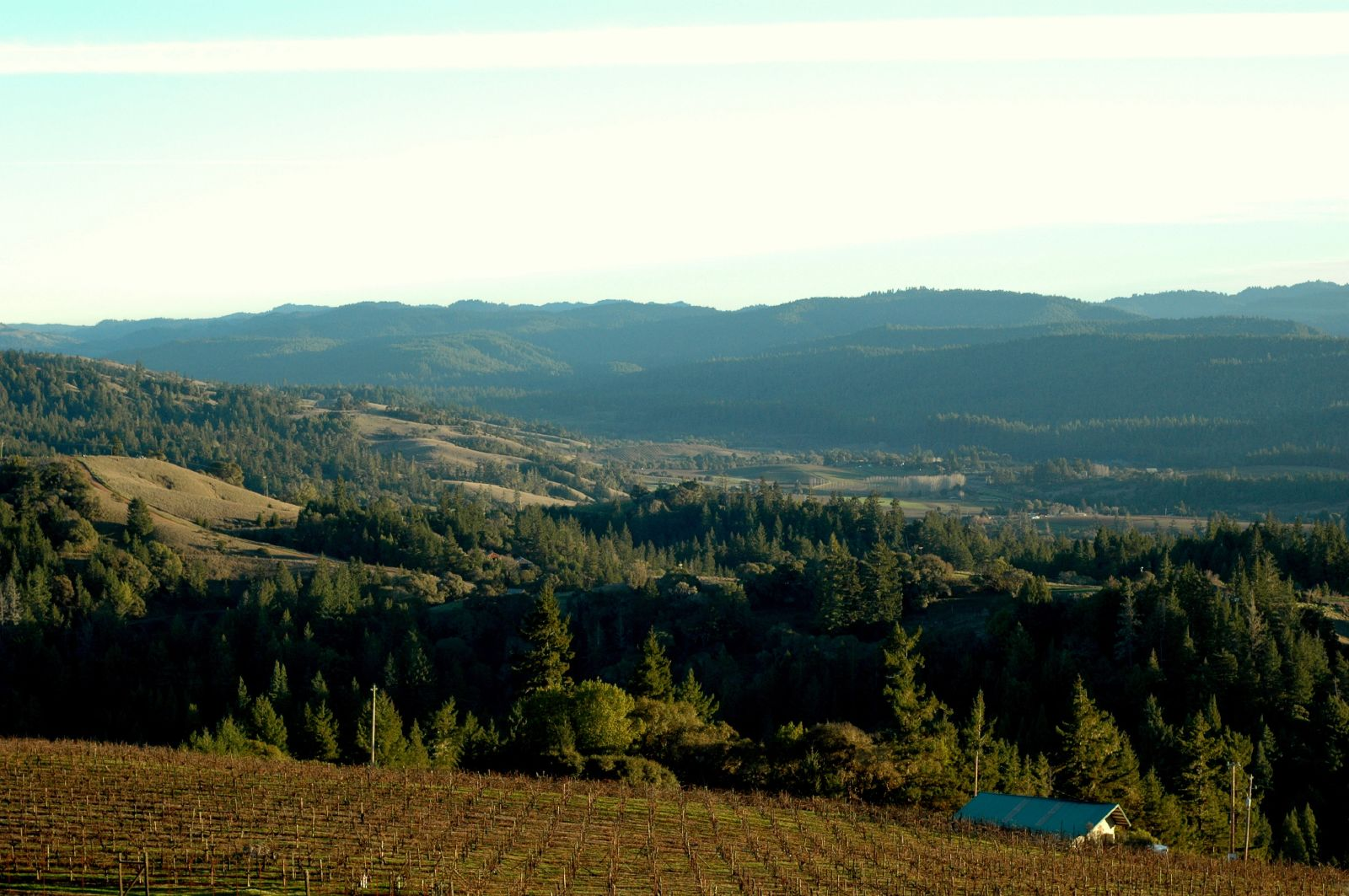

앤더슨 밸리(Anderson Valley)는 노스캐롤라이나 멘도시노 카운티 서쪽의 인구 수가 많지 않은 지역이다. 샌프란시스코에서 북쪽으로 160 킬로미터 정도 떨어진 곳에 위치해 있다.
이 지역의 이름은 초기 유럽의 정착자 윌리엄 앤더슨의 이름을 딴 것이다.

## 역사
초기 미국 원주민 거주자들은 7개의 포모어 중 2개를 말했다. 1855년, 이들은 19개 지역에 600명이 거주한 것으로 추산된다.
초기 유럽계 미국인 정착자들은 1850년에 앤더슨 밸리에 도달했다.

### 포도주 산업
포도주 붐은 1980년대에 시작되었다.